# Heterodactylus imbricatus
Heterodactylus imbricatus — вид ящірок родини гімнофтальмових (Gymnophthalmidae). Ендемік Бразилії.

## Поширення і екологія
Heterodactylus imbricatus мешкають на південному заході Бразилії, в штатах Сан-Паулу, Мінас-Жерайс, Ріо-де-Жанейро і Еспіріту-Санту. Вони живуть у вологих атлантичних лісах і в галерейних лісах в саванах серрадо. Живляться безхребетними.